# Ijahman Levi

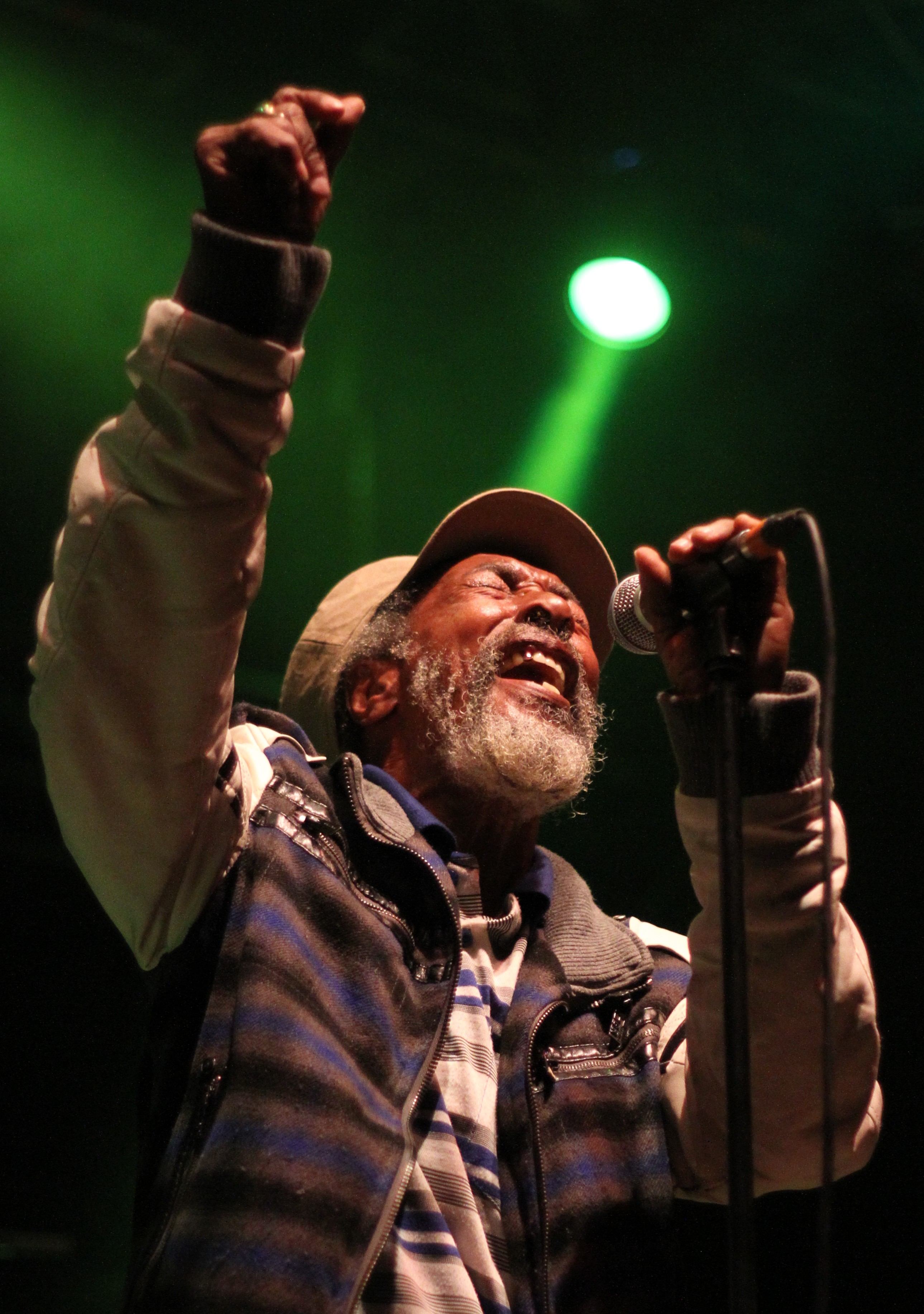
Ijahman Levi auf dem Chiemsee Reggae Summer 2013

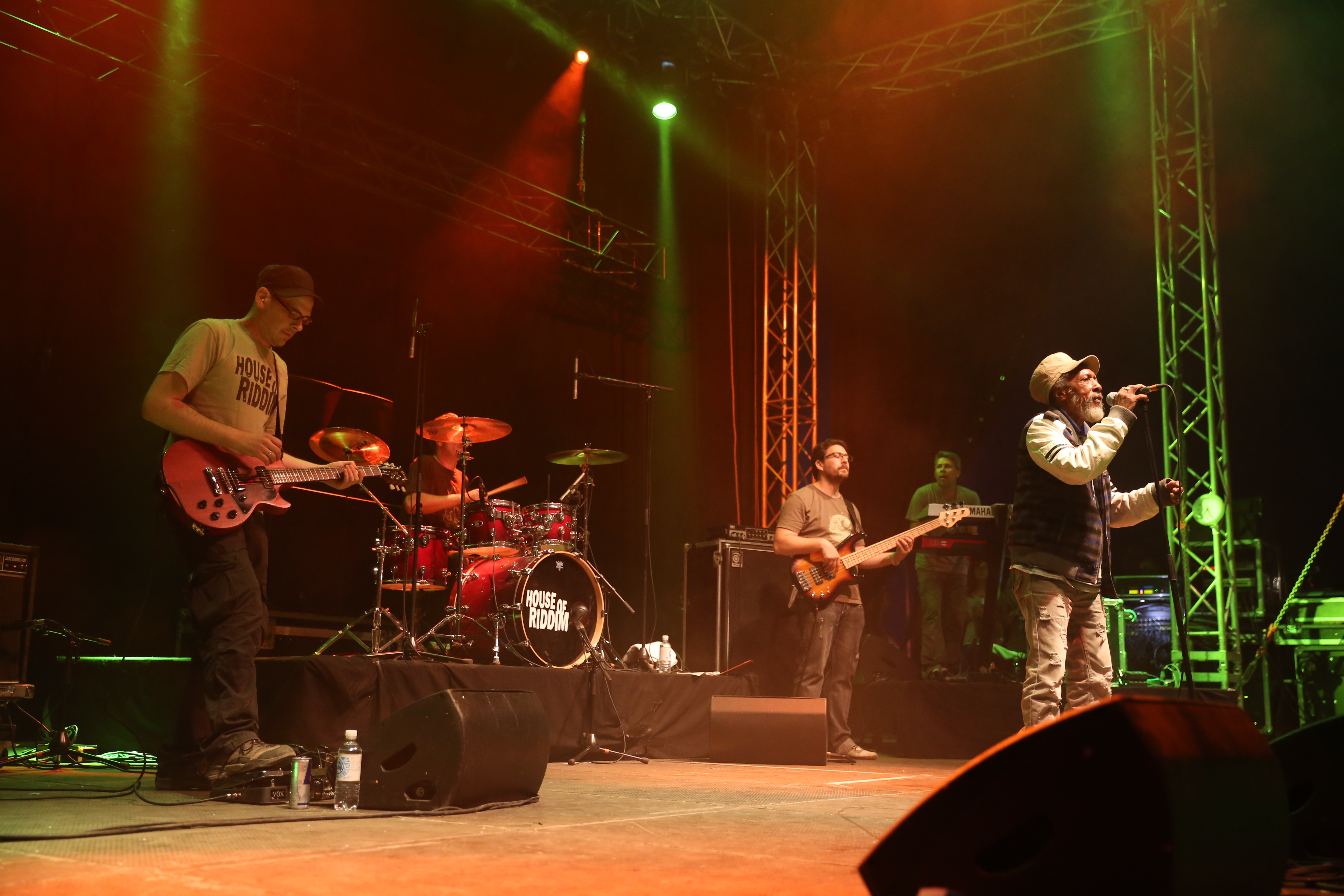
Ijahman Levi mit House of Riddim (2013)

Ijahman Levi (* 1946 in Manchester Parish, Jamaika als Trevor Sutherland) ist ein Roots-Reggae-Musiker. Sein Debüt-Album Haile I Hymn erschien 1978 beim Label Island Records. Seinen Künstlernamen Ijahman Levi erhielt er, nachdem er zur Rastafari-Bewegung konvertierte, während er zwischen 1972 und 1974 im Gefängnis saß. Mit seinen Werken verbreitet er sowohl die Rastafari-Bewegung, als auch die Zwölf-Stämme-Israels-Lehre.

## Biographie
Levi erlangte die Hochschulreife in Kingston. Dort nahm sich der Gesangslehrer Joe Higgs als Mentor seiner an. Seine erste Single Red Eyes People nahm er im Alter von 13 Jahren bei Stranger Cole für Duke Reid Productions auf. Nach dem Zusammenschluss mit seiner Band Vibrations trat er regelmäßig im Q-Club auf. Nach der Auflösung seiner Band stellte er 1966 Youth And Rudie And The Shell Shock zusammen, mit denen er bis zum Anfang seiner Solo-Karriere gemeinsam auftrat. Er nahm 1967 für Polydor und 1968 für Decca Records Singles auf.
Seine Karriere wurde unterbrochen, als er im Jahr 1970 verhaftet und zu drei Jahren Gefängnis verurteilt wurde. In dieser Zeit nahm er den Namen Ijahman Levi an und schrieb das Stück Jah Heavy Load. Als Levi im Jahr 1974 aus der Haft entlassen wurde, fand er Zuflucht im Rastafari-Haus in St. Agnes, dem Zentrum der Zwölf-Stämme-Lehre. Seine Zeit dort verbrachte er vor allem mit intensivem Bibelstudium. 1975 nahm er Jah Heavy Load für das Album Man From Warika von Rico Rodrigues auf. Dies brachte ihm einen Plattenvertrag bei Island Records ein. Nach dem Erfolg seiner beiden ersten Alben, Haile I Hymn und Are We A Warrior gründete er im Jahr 1980 sein eigenes Label Tree Roots. Im folgenden Jahr heiratete er seine zweite Ehefrau Madge. Levi ist bis heute noch als Musiker aktiv, auch in Deutschland, u. a. beim Summerjam-Festival 2006, beim Chiemsee-Reggae-Summer 2008 oder beim Reggaejam 2012. Er ist Vater von dreizehn Kindern.

## Musik
Ijahman Levi bewegt sich mit seiner Musik vor allem im Conscious Reggae und dem Roots-Reggae, beides Subgenres des Reggae. Vor allem wurde er von Interpreten des Early-Reggae wie Peter Tosh beeinflusst. In seinen Texten singt er vor allem von seiner Religion und der Unterdrückung der Schwarzen.

## Diskographie
| Jahr | Album                       | Label        |
| ---- | --------------------------- | ------------ |
| 1978 | Haile I Hymn                | Island       |
| 1979 | Are We A Warrior            | Island       |
| 1982 | Tell It To The Children     | Jahmani      |
| 1982 | Kingfari                    |              |
| 1984 | Africa                      | Jahmani      |
| 1985 | Lilly Of My Valley          | Jahmani      |
| 1986 | Ijahman & Madge - I Do      | Tree Roots   |
| 1995 | Live In Paris               | Tree Roots   |
| 1996 | Sings Bob Marley            | Com Four     |
| 1997 | Live At Reggae On The River | Ijahman      |
| 1997 | Beauty And The Lion         | Jahmani      |
| 2003 | The Roots Of Love           | Melodie      |
| 2006 | Every Knee                  | Kondie Awire |